# Tiné-Djagaraba
 Tiné-Djagaraba è un comune del Ciad situato nel dipartimento di Iriba, provincia di Wadi Fira.